# イーヴル・ヒート
『イーヴル・ヒート』(Evil Heat) は、イギリスのロックバンド、プライマル・スクリームのアルバムである。

## 解説
2002年4月に発売のアナウンスがなされたが、度重なる発売延期の末に7月31日に発売された（イギリスでは8月5日）。収録中「ライズ（Rise）」は当初「Bomb the Pentagon」という名で、「デトロイト（Detroit）」は「Dresden」の名で前年ツアーから演奏されていたが、アメリカ同時多発テロ事件を受けてタイトルが変更された。
前作の路線を継承しつつも、エレクトロニクス音は荒くなり、ロックンロール色、パンク・ロック色は幾分色濃くなった。マイ・ブラッディ・ヴァレンタインのケヴィン・シールズが5曲、アンドリュー・ウェザオール率いるトゥー・ローン・ソーズメンが2曲のミックス、プロデュースを務めている。ロバート・プラント、ジム・リード（ジーザス&メリー・チェイン）、ケイト・モスなどがゲスト参加し、「スペース・ブルース#2（Space Blues #2）」のボーカルはキーボードのマーティン・ダフィのものである。
全英チャートでは9位、オリコンチャートでは13位を記録したが、ニュー・ミュージカル・エクスプレスなどの一部メディアを除いて高評価は得られず、「（前作）『XTRMNTR』のアウトテイク集」、「イマジネーションの減退」など厳しい評価が並んだ。先行シングルとなった「ミス・ルシファー（Miss Lucifer）」のミュージックビデオは2002年のMTVヨーロッパ・ミュージック・アワードの最優秀ビデオ部門にノミネートされた。発売後に行われた日本ツアーの模様は後にライブ盤としてCD化され、日本限定で発売された。

## 収録曲
| #   | タイトル                                                                     | 作詞・作曲           | 時間 |
| --- | ---------------------------------------------------------------------------- | -------------------- | ---- |
| 1.  | 「ディープ・ヒット・オブ・モーニング・サン」(Deep Hit of Morning Sun)        |                      | 3:44 |
| 2.  | 「ミス・ルシファー」(Miss Lucifer)                                           |                      | 2:28 |
| 3.  | 「アウトバーン66」(Autobahn 66)                                              |                      | 6:15 |
| 4.  | 「デトロイト」(Detroit)                                                      |                      | 3:03 |
| 5.  | 「ライズ」(Rise)                                                             |                      | 4:21 |
| 6.  | 「ロード・イズ・マイ・ショットガン」(The Lord is My Shotgun)                 |                      | 3:56 |
| 7.  | 「シティ」(City)                                                             |                      | 3:22 |
| 8.  | 「サム・ヴェルヴェット・モーニング/ビロードのような朝」(Some Velvet Morning) | リー・ヘイゼルウッド | 3:40 |
| 9.  | 「スカルX」(Skull X)                                                         |                      | 3:52 |
| 10. | 「スキャナー・ダークリー」(A Scanner Darkly)                                 |                      | 4:30 |
| 11. | 「スペースブルース#2」(Space Blues #2)                                       |                      | 2:28 |
| 12. | 「サブスタンスD/物質D」(Substance D/日本盤ボーナストラック)                  |                      | 3:46 |

## 各国での発売形態
| 国       | 日付           | レーベル                                      | 発売形態            | カタログ番号 |
| -------- | -------------- | --------------------------------------------- | ------------------- | ------------ |
| イギリス | 2002年8月5日   | コロムビア・レコード                          | 2LP                 | 508923-1     |
| イギリス | 2002年8月5日   | コロムビア・レコード                          | CD                  | 508923-2     |
| 日本     | 2002年7月31日  | ソニー・ミュージックエンタテインメント (日本) | CD                  | SICP-144     |
| 日本     | 2009年1月14日  | ソニー・ミュージックエンタテインメント (日本) | 2CD（紙ジャケット） | SICP-1899    |
| アメリカ | 2002年11月26日 | ソニー・ミュージックエンタテインメント        | CD+DVD              |              |